# IC 1582
IC 1582 ist eine Spiralgalaxie vom Hubble-Typ Sbc im Sternbild Walfisch südlich der Ekliptik. Sie ist schätzungsweise 473 Mio. Lichtjahre von der Milchstraße entfernt und hat einen Durchmesser von etwa 155.000 Lichtjahren.

Im selben Himmelsareal befinden sich u. a. die Galaxien IC 1576, IC 1578, IC 1587.
Das Objekt wurde am 3. November 1898 von DeLisle Stewart entdeckt.